# Кољчугино
Кољчугино (рус. Кольчугино) град је у Русији у Владимирској области. Према попису становништва из 2010. у граду је живело 45776 становника.

## Становништво
| 1939.  | 1959.  | 1970.  | 1979.  | 1989.  | 2002.  | 2010.  |
| ------ | ------ | ------ | ------ | ------ | ------ | ------ |
| 29.626 | 37.865 | 41.637 | 43.741 | 45.601 | 47.059 | 45.776 |